# Phakopsora vitis
Phakopsora vitis är en svampart som beskrevs av P. Syd. 1899. Phakopsora vitis ingår i släktet Phakopsora och familjen Phakopsoraceae.   Inga underarter finns listade i Catalogue of Life.